# Numazu-juku

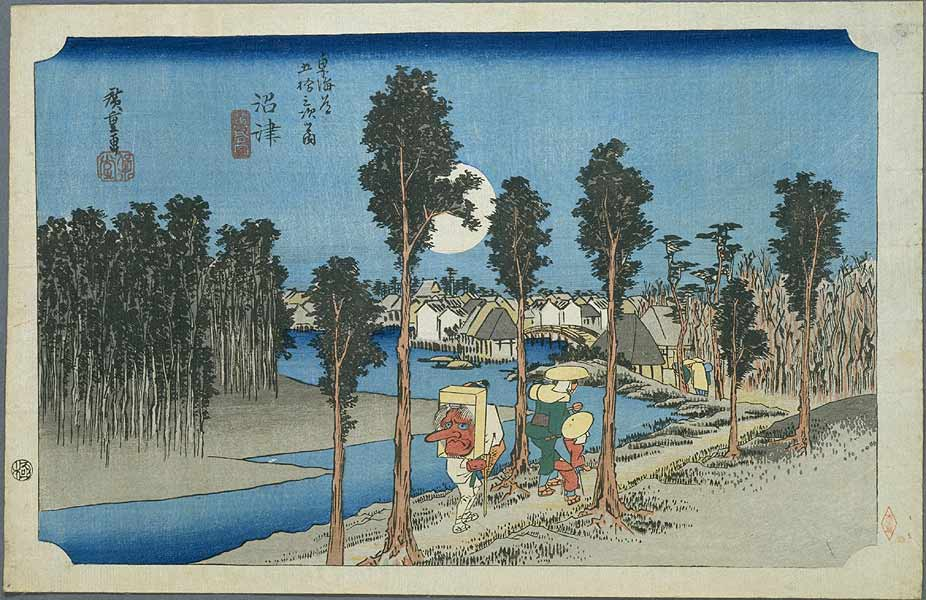
Numazu-juku dans les années 1830, estampe de Hiroshige de la série Les Cinquante-trois Stations du Tōkaidō.

Numazu-juku (沼津宿, Numazu-juku) était la douzième des cinquante-trois stations du Tōkaidō. Elle est située dans la ville moderne de Numazu de la préfecture de Shizuoka au Japon.

## Histoire
Numazu était la plus à l'est des shukuba (station) de la province de Suruga et la jōkamachi (ville-château) des daimyos du domaine de Numazu. Du temps de sa plus grande prospérité durant l'époque d'Edo, Numazu-juku comptait plus de 1 200 bâtiments dont trois honjin, une honjin secondaire et 55 hatago. La ville de Numazu possède un musée d'histoire locale exposant l'histoire de la région.
L'estampe classique ukiyoe d'Ando Hiroshige (édition Hoeido) de 1831-1834 montre des voyageurs marchant au long de la berge plantée d'arbres d'une rivière et se dirigeant vers Numazu-shuku sous une énorme pleine lune dans un ciel d'un bleu profond. Un des voyageurs est revêtu de l'habit blanc du pèlerin et porte un grand masque tengu dans son dos, indiquant que sa destination finale est le célèbre sanctuaire shinto Kotohira-gū à Shikoku.